# National Society of Film Critics Awards 2010
La 44ª edizione dei National Society of Film Critics Awards, tenutasi il 3 gennaio 2010 al ristorante Sardi's di New York, ha premiato i migliori film del 2009 secondo i membri della National Society of Film Critics (NSFC). I membri votanti sono stati 46.

## Vincitori
A seguire vengono indicati i vincitori, in grassetto, e gli altri classificati, ciascuno col numero di voti ricevuti (tra parentesi):

### Miglior film
1. The Hurt Locker, regia di Kathryn Bigelow (64)
2. Ore d'estate (L'Heure d'été), regia di Olivier Assayas (23)
3. Bastardi senza gloria (Inglourious Basterds), regia di Quentin Tarantino (17)

### Miglior regista
1. Kathryn Bigelow - The Hurt Locker (84)
2. Olivier Assayas - Ore d'estate (L'Heure d'été) (23)
3. Wes Anderson - Fantastic Mr. Fox (18)

### Miglior attore
1. Jeremy Renner - The Hurt Locker (30)
2. Jeff Bridges - Crazy Heart (24)
3. Nicolas Cage - Il cattivo tenente - Ultima chiamata New Orleans (Bad Lieutenant: Port of Call New Orleans) (15)

### Miglior attrice
1. Yolande Moreau - Séraphine (22)
2. Meryl Streep - Fantastic Mr. Fox e Julie & Julia (21)
3. Abbie Cornish - Bright Star (19)

### Miglior attore non protagonista
1. Paul Schneider - Bright Star (28) ex aequo con Christoph Waltz - Bastardi senza gloria (Inglourious Basterds) (28)
2. Christian McKay - Me and Orson Welles (27)

### Miglior attrice non protagonista
1. Mo'Nique - Precious (Precious: Based on the Novel Push by Sapphire) (28)
2. Anna Kendrick - Tra le nuvole (Up in the Air) (24) ex aequo con Samantha Morton - Oltre le regole - The Messenger (The Messenger) (24)

### Miglior sceneggiatura
1. Joel ed Ethan Coen - A Serious Man (33)
2. Olivier Assayas - Ore d'estate (L'Heure d'été) (25)
3. Quentin Tarantino - Bastardi senza gloria (Inglourious Basterds) (22)

### Miglior fotografia
1. Christian Berger - Il nastro bianco (Das weiße Band - Eine deutsche Kindergeschichte) (33)
2. Barry Ackroyd - The Hurt Locker (32)
3. Jan Troell e Mischa Gavrjusjov - Maria Larssons eviga ögonblick (19)

### Miglior film in lingua straniera
1. Ore d'estate (L'Heure d'été), regia di Olivier Assayas (61)
2. Maria Larssons eviga ögonblick, regia di Jan Troell (21)
3. 35 rhums, regia di Claire Denis (20) ex aequo con Polițist, Adjectiv, regia di Corneliu Porumboiu (20)

### Miglior documentario
1. Les Plages d'Agnès, regia di Agnès Varda (40)
2. Tyson, regia di James Toback (30)
3. Anvil! The Story of Anvil, regia di Sacha Gervasi (25)

### Film Heritage Award
- Il restauro di Rashōmon da parte dell'Academy Film Archive, del Centro Nazionale di Cinema del Museo Nazionale d'Arte Moderna di Tokyo e di Kadokawa Pictures, Inc.[2]
- Bruce Posner per il restauro di Manhatta[2]
- Treasures from American Film Archives, Vol. 4: Avant Garde 1947-1986 della National Film Preservation Foundation[2]
- Warner Archive Collection[2]
- UCLA Film & Television Archive per il restauro di Scarpette rosse[2]
- Avant-Garde: Volume 3 (Experimental Cinema 1922-1954) di Kino International[2]